# Fu Yu
Fu Yu (Hebei, China, 29 de noviembre de 1978) es una deportista portuguesa de origen chino que compite en tenis de mesa, en la modalidad individual. En los Juegos Europeos consiguió dos medallas, oro en Minsk 2019 (individual) y bronce en Cracovia 2023 (equipo).

## Palmarés internacional
| Juegos Europeos | Juegos Europeos     | Juegos Europeos   | Juegos Europeos |
| Año             | Lugar               | Medalla           | Prueba          |
| --------------- | ------------------- | ----------------- | --------------- |
| 2019            | Minsk (Bielorrusia) | Medalla de oro    | Individual      |
| 2023            | Cracovia (Polonia)  | Medalla de bronce | Equipo          |